# Stazione di Tachikawa
La stazione di Tachikawa (立川駅?, Tachikawa-eki) è un'importante stazione all'interno dell'area metropolitana di Tokyo e serve principalmente la città di Tachikawa situata nell'area di Tama. La stazione è passante per la linea principale Chūō e di testa per le linee Ōme e Nambu. Via la linea Ōme arrivano anche treni provenienti dalla linea Itsukaichi. A nord e a sud della stazione si trovano le stazioni di Tachikawa-Kita e di Tachikawa-Minami della monorotaia Tama Toshi e sono collegate alla stazione JR da una serie di ponti pedonali. Sopra l'edificio della stazione si trovano i grandi magazzini Lumine.

## Storia
La Ferrovia Kōbu, in seguito divenuta l'attuale linea principale Chūō, aprì l'11 aprile 1889. Le linee Ōme e Nambu invece arrivarono rispettivamente il 19 novembre 1894 e l'11 dicembre 1929. La linea Itsukaichi venne connessa alla stazione dal 19 novembre 1894, ma fu poi separata nel 1944 dopo la creazione di un'interconnessione sulla linea Ōme.

## Linee
Tachikawa è servita dalle seguenti linee e servizi:
JR East
■ Linea Chūō Rapida
■ Linea Chūō-Sōbu (solo la mattina)
■ Linea Ōme
■ Linea Nambu
Monorotaia Tama Toshi
Presso le due stazioni di Tachikawa-Kita e di Tachikawa-Minami.

## Struttura
La stazione è costituita da quattro marciapiedi a isola con otto binari totali in superficie. Il fabbricato viaggiatori si trova sopra il piano del ferro, ed è collegato alle banchine da scale fisse, mobili e ascensori.
| 1-2 | ■ Linea Ōme e Itsukaichi                  | per Haijima, Ōme e Okutama                                |
| 3-4 | ■ Linea principale Chūō (verso Tokyo)     | per Shinjuku e Tokyo                                      |
| 5-6 | ■ Linea principale Chūō (verso Matsumoto) | per Hachiōji, Takao e Kōfu                                |
| 7-8 | ■ Linea Nambu                             | per Bubaigawara, Noborito, Musashi-Mizonokuchi e Kawasaki |

## Stazioni adiacenti
| «                 | Servizio                              | »                    |
| Linea Chūō-Sōbu   | Linea Chūō-Sōbu                       | Linea Chūō-Sōbu      |
| ----------------- | ------------------------------------- | -------------------- |
| Capolinea         | Locale                                | Hino                 |
| Linea Chūō Rapida |                                       |                      |
| Kunitachi         | Rapido                                | Hino Nishi-Tachikawa |
| Kokubunji         | Rapido speciale Ōme                   | Nishi-Tachikawa      |
| Kokubunji         | Rapido speciale Chūō Rapido pendolari | Hino                 |
| Shin-Kodaira      | Musashino                             | Hachiōji             |
| Kokubunji←        | Rapido speciale pendolari             | ←Hachiōji            |
| Linea Nambu       |                                       |                      |
| Nishi-Kunitachi   | Locale Rapido                         | Capolinea            |